# マイ・ボス マイ・ヒーロー
『マイ・ボス マイ・ヒーロー』（原題：두사부일체）は、2001年公開の韓国映画。原題の日本語訳は「頭師父一體」（體は体の旧字体）。監督・脚本はユン・ジェギュン、主演はチョン・ジュノ。
2006年に続編『マイ・ボス マイ・ヒーロー2 リターンズ』が公開。翌2007年にはキャストを一新した第3作『マイ・ボス マイ・ヒーロー3』が公開された。
また2006年、日本では長瀬智也主演の日本テレビ系ドラマ『マイ☆ボス マイ☆ヒーロー』としてリメイクされた（ただし、内容はほぼ別物）。

## ストーリー
ヤクザの若頭のドゥシク（チョン・ジュノ）は高校中退。組の会議で無知さが露見してボスに高校卒業を命じられる。しかし、高校は荒れ果てた掟無しの無法地帯で、私腹をこやす悪徳校長から学校を取り戻すために立ち上がる。淡い恋愛もありの学園コメディだが随所にアクションや暴力シーンもある。

## キャスト
- ケ・ドゥシク - チョン・ジュノ [2]
- キム・サンドゥ - チョン・ウンイン
- テガリ - チョン・ウンテク
- イ・ユンジュ - オ・スンウン
- イ・ジソン - ソン・ソンミ